# SWAT: Target Liberty
SWAT: Target Liberty è un videogioco di genere sparatutto in terza persona prodotto dalla 3G Studios, distribuito da Sierra Entertainment e rappresenta il primo episodio della serie SWAT sviluppata per PlayStation Portable.

## Trama
All'ufficiale della SWAT Kurt Wolf viene assegnato come primo incarico l'eliminazione di una violenta banda asiatica. In seguito l'ufficiale Wolf scoprirà che al-Qāʿida sta pianificando un attacco militare al governo Nord Coreano tramite un'esplosione nucleare sul suolo statunitense.

## Modalità di gioco
Il videogioco utilizza una grafica in prospettiva isometrica simile a quella di SWAT 2 ma il gioco è dotato di maggior dinamismo tipico dei giochi dedicati al mercato dei dispositivi portatili.